# اکسوتری‌کلروبیس (تری‌فنیل‌فسفین) رنیوم (V)
اکسوتری‌کلروبیس(تری‌فنیل‌فسفین)رنیوم(V) (به انگلیسی: Oxotrichlorobis(triphenylphosphine)rhenium(V)) با فرمول شیمیایی ReOCl۳(PPh۳)۲ یک ترکیب شیمیایی است. که جرم مولی آن ۸۳۳٫۱۵ g/mol می‌باشد. شکل ظاهری این ترکیب، بلورهای قرمز است.